# Lagarde-Enval
Lagarde-Enval är en kommun i departementet Corrèze i regionen Nouvelle-Aquitaine i de centrala delarna av Frankrike. Kommunen ligger  i kantonen Tulle-Campagne-Sud som tillhör arrondissementet Tulle. År 2018 hade Lagarde-Enval 834 invånare.

## Befolkningsutveckling
Antalet invånare i kommunen Lagarde-Enval
Referens:INSEE